# Mix pa' llorar en tu cuarto
Mix pa' llorar en tu cuarto es el álbum debut de estudio del cantautor mexicano Ed Maverick, lanzado de forma independiente por Eidan Box Records, y el 2 de marzo de 2018 por Universal Music México. Fue grabado y producido por Adán Velázquez.

## Posicionamiento en listas

### Listas semanales
| Listas (2019)           | Mejor posición |
| ----------------------- | -------------- |
| México (Top 100 México) | 2              |

### Listas anuales
| Listas (2019)           | Mejor posición |
| ----------------------- | -------------- |
| México (Top 100 México) | 9              |

## Certificaciones
| Región            | Certificación | Unidades |
| ----------------- | ------------- | -------- |
| México (AMPROFON) | Platino       | 60,000   |